# Nanoindentação
A  Indentação ou Teste de Indentação Instrumentada (em inglês IIT) também é conhecida como indentação de profundidade de detectação, indentação de registro contínuo, indentação de baixa carga e nanoidentação; foi desenvolvida ao longo da última década com a finalidade de investigar as propriedades mecânicas de pequenos volumes de material.
A indentação é ideal para caracterizar mecanicamente filmes finos, revestimentos e camadas de superfície.
Como os indentadores do aparelho podem ser posicionados para dentro do material de uma distância muito pequena ela proporciona a capacidade de mapear a distribuição espacial das propriedades mecânicas da superfície com uma boa resolução. Basicamente, a indentação emprega um atuador de alta resolução para forçar um indentador em uma superfície de ensaio e um sensor de alta resolução para medir continuamente a penetração resultante.
Uma das grandes vantagens desta técnica é que a área de contato sob carga pode ser obtida a partir das constantes de carga-deslocamento de dados apenas. Em outras palavras, a impressão de dureza residual não tem de estar diretamente digitalizado, facilitando assim a medição propriedade na escala abaixo do micrometro.
Dureza ({\displaystyle H}) e módulo de elasticidade ({\displaystyle E}) são as mais frequentemente propriedades medidas pela indentação.

## Equipamento
O equipamento necessário para a indentação é formado por três componentes básicos são: 
1. Um indentador de geometria específica geralmente montado em uma coluna rígida através do qual a força é transmitida
2. Um acionador para aplicação da força
3. Um sensor para medir os deslocamentos do indentador

Embora até hoje só tenham sido projetados instrumentos para se trabalhar em escalas pequenas, uma máquina comercial de teste de tração pode ser adaptada para realizar a indentação, por ter os mesmos componentes básicos.
Vários sistemas de testes de indentação em pequena escala estão comercialmente disponíveis hoje em dia, como o nanoindentador. Eles diferem primeiramente nas formas que a força é aplicada e no deslocamento medido. Pequenas forças podem ser geradas: eletromagneticamente por um conjunto de bobina e magneto, eletro estaticamente usando um capacitor de placas fixas ou móveis, um atuador de piezoelétrico. A intensidade da força vem da voltagem ou corrente aplicada.
Existe uma variedade de indentadores feitos de materiais diferentes. O diamante é provavelmente o material mais utilizado devido sua elevada dureza e módulo de elasticidade que minimiza a contribuição para o deslocamento de medida a partir do indentador. Os indentadores podem ser feito de outros materiais menos rígidos como a safira, o carboneto de tungstênio e o aço endurecido, mas a maquina tem que contar o deslocamento elástico do indentador ao analisar os dados de deslocamento das cargas, um trabalho a mais.
A geometria do indentador também varia, as formar existentes são:
- Pirâmides: O mais frequente usado é o indentador de Berkovich, uma piramide de três lados com razão área e profundidade igual a pirâmide de quatro lados de Vickers, esta é mais comum no uso de microdureza e aquela é mais preferível ser usada em escalas menores por que sua geometria se mantem (pode ser visualizada) nessas escalas.

- Esferas: Os indentadores esféricos utilizados possuem um diâmetro grande, sendo assim nem usado na escala micro por que sua forma não é possível de ser visualizada a partir de materiais duros/rígidos sendo assim o indentador de Berkovich com preferência de uso nas escalas micro e nano.

- Cubo de canto: Tem um formato de pirâmide, têm três lados e são perpendiculares entre si. É utilizada para estimar a resistência à fratura.

- Cone: Mesmo sendo tão bom quanto o indentador piramidal de três lados e possuindo a vantagem de não concentrar a tensão em sua ponta, ele é ruim de ser fabricado para pequenas escalas por isso que muitos aparelhos não o utilizam, o que difere se for aplicado em grandes escalas já há facilitação em sua fabricação.[2]

## O Processo
Antes de começar o processo de indentação, é necessário outro processo: a calibração do dispositivo. Que é programá-lo para indentar sempre nas posições requeridas e fazer uns testes numa amostra, ver se a dureza e o módulo de elasticidade correspondem ao esperado.
A medida que o indentador se aproxima do material está ocorrendo, ao mesmo tempo, um processo de deformação elástica e plástica que "carimba" o formato do indentador com uma profundidade h. A medida que o indentador se descarrega apenas o deslocamento da deformação elástica é recuperado, podendo então determinar as propriedades elásticas do material.

Ao lado vê-se que a curva crescente mostra o processo de indentação, quando o indentador esta carregado, e a curva decrescente é quando o indentador para sua leitura, se descarrega.
- {\displaystyle P_{m}} - carga máxima aplicada
- {\displaystyle h_{m}} -  profundidade máxima quando a carga é máxima
- {\displaystyle h_{f}} -  profundidade final após a indentação máxima, depois do indentador ter parado.
- {\displaystyle {dP \over dh}=S} - declive da porção inicial da curva de quando não há mais leitura no indentador. S tem dimensão de força por unidade de área e é conhecido como contato de rigidez.

### Dureza
{\displaystyle P} é a carga aplicada e {\displaystyle A} a área de contato projetada para aquela carga

{\displaystyle H={P \over A}}

### Módulo de Elasticidade
O módulo de elasticidade {\displaystyle E} é dado pelo módulo elástico reduzido {\displaystyle E_{r}}

{\displaystyle E_{r}={\frac {{\sqrt {\pi }}\times S}{2\beta \times {\sqrt {A}}}}}

#### Módulo de Elasticidade da Amostra
O módulo de elasticidade da amostra pode ser calculado então abaixo.
{\displaystyle v} é a razão de Poisson para a amostra e {\displaystyle E_{i}} e {\displaystyle v_{i}} são o módulo de elasticidade e razão de Poisson do indentador, respectivamente; muda de acordo com a geometria do tip.
{\displaystyle {\frac {1}{E_{r}}}} = {\displaystyle {\frac {\left(1-v^{2}\right)}{E}}} {\displaystyle +{\frac {\left(1+v^{2}\right)}{E_{i}}}}

### Determinando a Rigidez e Área de Contato
{\displaystyle S} vem da primeira fórmula e {\displaystyle A} vem da segunda. A grande diferença de nanoindentação para as outras técnicas é que a análise da área não vêm da imagem e sim dos dados da indentação.

A fórmula mais comum para calcular a área de contato é de Oliver-Pharr:

Para calcular a área se começa por essa relação
Onde {\displaystyle B} e {\displaystyle m} são determinados por outros parâmetros, {\displaystyle h} é a altura determinada para se começar a indentação e {\displaystyle h_{f}} a altura final após o descarregamento do indentador.

{\displaystyle P=B\times \left(h-h_{f}\right)^{m}}

E a rigidez pode ser tirada pela diferencial da equação acima quando {\displaystyle h=h_{m}}
{\displaystyle S=B\times m\left(h_{m}-h_{f}\right)^{m-1}}
Ao lado mostra quando o indentador é descarregado. {\displaystyle h_{s}} deformacao elastica, {\displaystyle h_{c}} profundidade que é diferente de {\displaystyle h_{f}} que é a profundidade máxima
{\displaystyle h_{s}=\epsilon \times {\frac {P}{S}}}
{\displaystyle h_{c}=h-h_{s}}
logo   {\displaystyle h_{c}=h-\epsilon \times {\frac {P}{S}}}
onde {\displaystyle \epsilon } depende da geometria do indentador

E finalmente a área de contato projetada pode ser tirada por 

{\displaystyle A=f\left(h_{c}\right)}

## Os aparelhos
Aqui segue uma série de aparelhos 
existentes que fazem a nanoindentação:
- Nanoindentador: o instrumento é um sistema que gera força indutiva, o deslocamento é medido pela movimentação da capacitância.

- NanoTest instrument: o indentador desse instrumento é movido a bobina magneto, o deslocamento é medido por um transdutor sensível capacitivo.

- TriboScope: o aparelho é composto de dois sistemas perpendiculares transdutor ,o eixo z é responsável por medidas de indentação e o eixo x permite arranhar juntamente com a detectação de força lateral. O deslocamento da placa central em relação aos elétrodos exteriores é continuamente medido capacitivamente.

- Nano-Hardness Tester (NHT): a força aplicada no indentador vem de um atuador eletromagnético, enquanto que o deslocamento é medido por um sistema de capacitores.